# Microsoft Online Services
 (mai 2010).
Microsoft Online Services était une offre  de services informatiques dématérialisés, type « Software as a service » (SaaS) proposée par Microsoft. Elle se décompose en un ensemble de services de communication et de collaboration hébergés en ligne, localisés sur plusieurs centres de données sécurisés. De plus, ce service permet de profiter d'une coexistence entre l'utilisation d'un serveur physique en entreprise et celle de services en ligne.
Elle a été remplacée par Microsoft Office 365.

## Les produits de la suite Business Productivity Online Suite
La suite Business Productivity Online Suite correspond à un ensemble de quatre services de l'offre Microsoft Online Services : 
- Microsoft Exchange Online
- Microsoft SharePoint Online
- Microsoft Office Communications Online
- Microsoft Office Live Meeting

### Microsoft Exchange Online
Microsoft Exchange Online constitue une solution d’hébergement de messagerie d’entreprise basée sur Microsoft Exchange Server 2007. Elle est composée d'un service de messagerie électronique de 25 Go, du partage de calendrier, des tâches et des contacts, et permet de travailler en sécurité grâce au filtrage des messages indésirables et fonctions antivirus via Forefront Online Protection for Exchange. L'accès à la messagerie se fait via le client Outlook et le client Web Outlook Web Access, et il est également possible d'y accéder via un téléphone mobile au travers d'une synchronisation ActiveSync.

### Microsoft SharePoint Online
Microsoft SharePoint Online est un ensemble d'outils collaboratifs et de technologies Web qui permettent de stocker, partager et gérer des fichiers, travailler de manière collaborative. Il permet de travailler depuis un emplacement unique pour le partage des documents, des contacts, des calendriers et des tâches, d'accéder hors connexion aux documents du service via Outlook, de regrouper des calendriers et des tâches provenant de plusieurs listes et sites et d'accéder à des modèles de site blog prenant en charge la publication d’articles et de commentaires, et la génération de flux RSS.

### Microsoft Office Live Meeting
Microsoft Office Live Meeting est un service de réunion en ligne qui permet créer un espace virtuel de conférences web et de collaboration en ligne et en temps réel. Il est possible à travers ces réunions de communiquer avec jusqu'à 250 personnes situées dans le monde entier, de partager des contenus et travailler en collaboration.

### Microsoft Office Communications Online
Microsoft Office Communications Online fournit un service de messagerie instantanée et de présence qui permet les communications texte, vocales et vidéo et un partage de fichiers entre deux personnes en temps réel sur PC, navigateur Web ou téléphones mobiles.